# Lic. Jesús Terán Peredo International Airport
Lic. Jesús Terán Peredo International Airport är en flygplats i Mexiko.   Den ligger i kommunen Aguascalientes och delstaten Aguascalientes, i den centrala delen av landet, 400 km nordväst om huvudstaden Mexico City. Lic. Jesús Terán Peredo International Airport ligger 1 862 meter över havet.
Terrängen runt Lic. Jesús Terán Peredo International Airport är platt åt nordväst, men åt sydost är den kuperad. Terrängen runt Lic. Jesús Terán Peredo International Airport sluttar västerut. Runt Lic. Jesús Terán Peredo International Airport är det ganska tätbefolkat, med 129 invånare per kvadratkilometer. Närmaste större samhälle är Aguascalientes, 20,0 km norr om Lic. Jesús Terán Peredo International Airport. Trakten runt Lic. Jesús Terán Peredo International Airport består i huvudsak av gräsmarker.